# Тажимехи-Треті
Тажимехи-Треті (пол. Tarzymiechy Trzecie) — село в Польщі, у гміні Ізбиця Красноставського повіту Люблінського воєводства.
У 1975-1998 роках село належало до Замойського воєводства.